# 포크롭스크 (사하 공화국)

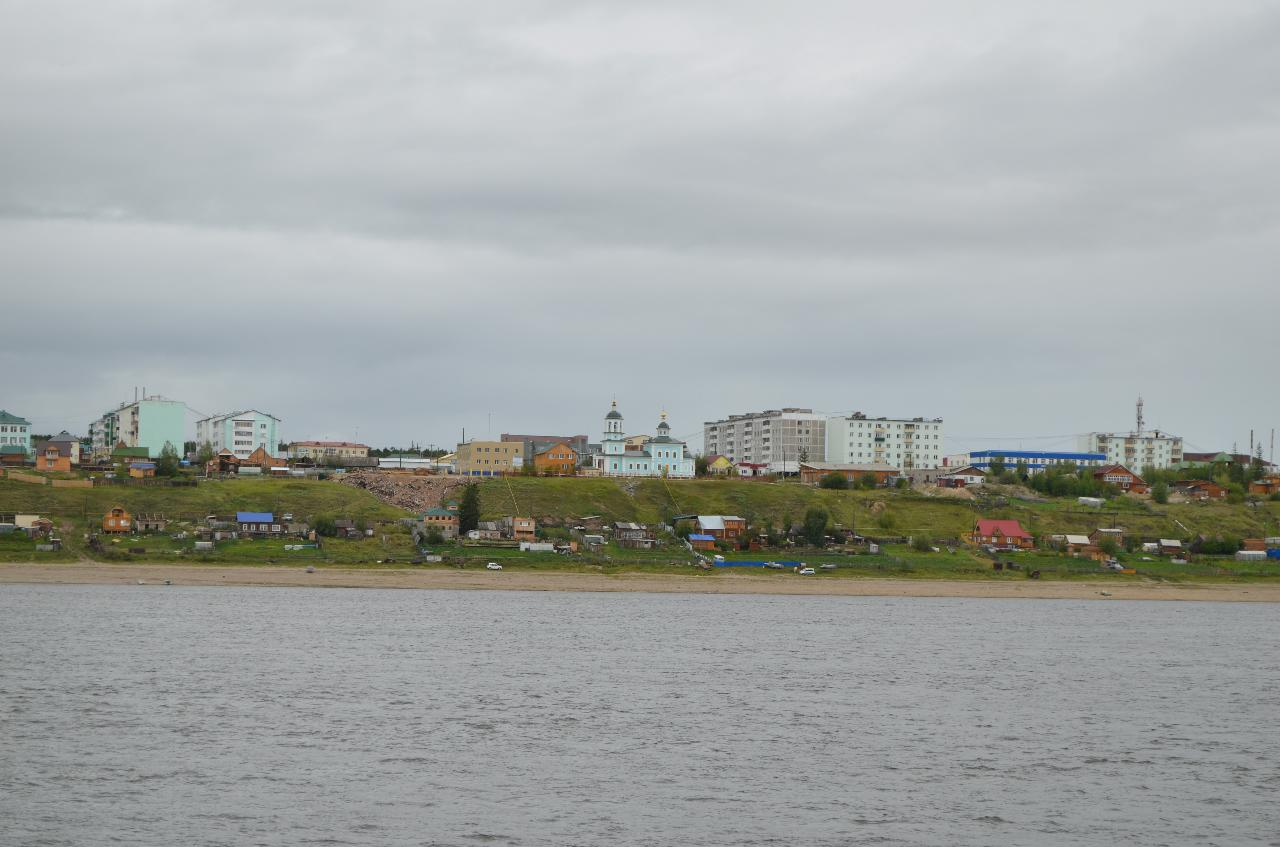

포크롭스크(러시아어: Покро́вск)는 러시아 사하 공화국에 위치해 있는 도시로, 야쿠츠크에서 남서쪽으로 78km 정도 떨어진 곳에 위치한다. 또한 포크롭스크는 레나강 좌안과 접하며, 포크롭스크의 인구는 2002년 기준으로 10,092명(1989년 인구 조사에서는 9,283명)이다.